# Jean-Marie Blas de Roblès

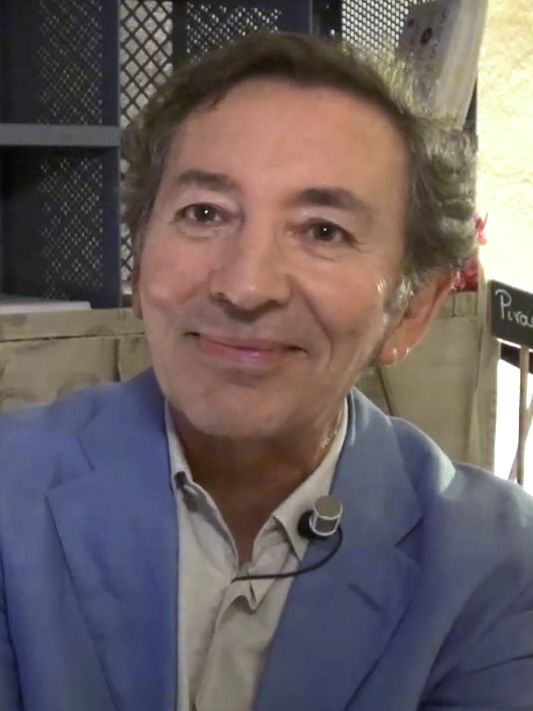
Jean-Marie Blas de Roblès (2014)

Jean-Marie Blas de Roblès (Sidi-bel-Abbès, 1954) is een Franse schrijver, filosoof en archeoloog. Hij won in 2008 de Prix Médicis voor zijn roman  Là où les tigres sont chez eux.

## Biografie
Jean-Marie Blas (hij voegde er later "Roblès" aan toe, naar Francisco de Robles, de oorspronkelijke uitgever van Don Quichot van Cervantes) werd geboren in het toen nog Franse Algerije. Zijn familie ging later terug naar Frankrijk en woonde achtereenvolgens in de Camargue, Normandië, de Vogezen en de Var. Hij studeerde filosofie aan de Sorbonne en geschiedenis aan het Collège de France. Na zijn studies ging hij naar Brazilië waar hij onderwees en de leiding had van het "maison de la Culture française" in Fortaleza. In 1982 verscheen zijn eerste boek, de novellebundel La Mémoire de riz et autres contes (heruitgegeven in 2011). Het titelverhaal kreeg de prijs van beste novelle van de Académie française.
Nadien ging hij naar China, waar hij doceerde aan de universiteit van Tianjin. In 1987 publiceerde hij zijn eerste roman, L'impudeur des choses; twee jaar later gevolgd door Le Rituel des dunes. In die periode reisde en doceerde hij in Tibet, Italië en Taiwan.
Bij het begin van de jaren 1990 gaf hij het doceren op en ging zich voltijds op het schrijven toeleggen. De volgende roman, Là où les tigres sont chez eux, verscheen pas in 2008; maar het was wel een vuistdik boek van 766 kleinbedrukte bladzijden. Zowel het schrijven ervan als het zoeken naar een uitgever nam verschillende jaren in beslag. De roman kreeg de Prix Médicis, de Prix du roman FNAC en de Grand prix Jean-Giono. Intussen publiceerde hij ook poëzie- en essaybundels en teksten over archeologie. Hij is sedert 1986 deelnemer aan de Franse archeologische missie in Libië en heeft bij de uitgeverij Edisud een reeks over archeologie opgestart waarvan hij eindredacteur is.